# Charlotte Hym
Charlotte Hym nació en Francia, 30 de octubre de 1992, es una patinadora y neurocientífica francesa que reside en París.

## Educación y primeros años
Hym nació en París y creció cerca del Boulevard Richard-Lenoir. Ella pidió una patineta a la edad de doce años porque vio a mucha gente andar en patineta en su área local.
Hym obtuvo una licenciatura en Ciencias del Deporte en la Universidad París V Descartes en 2013 y completó una maestría en Neurociencias de la misma universidad en 2015. Permaneció en neurociencias como investigadora doctoral, enfocándose en neurociencia cognitiva en psicología en el laboratorio de Marianne. Barbu-Roth. Observó el impacto de las voces maternas en los bebés recién nacidos. En 2019, recibió un doctorado en neurociencia cognitiva y psicología de la Universidad París V Descartes.

## Carrera profesional
Hym ha competido en el Campeonato Mundial de Skateboarding. En 2016, Commission Skateboard France se acercó a ella para unirse a los equipos de skate de Francia. Entrenó en Cosanostra Skatepark. Es miembro del equipo francés de skate de los Juegos Olímpicos de Tokio 2020.